# Svenska hemligheter
Svenska hemligheter är en populärhistorisk TV-serie på Sveriges Television premiärsänd år 2010. Det är en uppföljare till Hemliga svenska rum från 2008.  
Under fyra säsonger guidade Melker Becker runt till för de flesta okända rum och anläggningar runt om i Sverige. Programserien producerades av Mediabruket för SVT.
Säsong 1 av Svenska hemligheter visades i SVT hösten 2010, säsong 2 hösten 2014, säsong 3 hösten 2015 och säsong 4 våren 2020.

## Avsnitt och ämnen

### Säsong 1
- 1:12: Sveriges öga och öra, sändes 25 september 2010

- 2:12: När Öland skulle grävas itu, sändes 2 oktober 2010

- 3:12: Stockholms hemligheter, sändes 9 oktober 2010

- 4:12: Riksbanksberget, sändes 23 oktober 2010

- 5:12: Sveriges hemligaste fiskeställe, sändes 30 oktober 2010

- 6:12: Den hemliga testanläggningen, sändes 6 november 2010

- 7:12: När bomberna faller, sändes 13 november 2010 [3]

- 8:12: Det försvunna flygplanet, sändes 20 november 2010

- 9:12: Det inplastade loket, sändes 27 november 2010

- 10:12: Visbys underjord, sändes 1 januari 2011

- 11:12: Den ihåliga ön (Enholmen), sändes 3 januari 2011

- 12:12: Det lilla växthuset, sändes 4 januari 2011

### Säsong 2
(Vissa oklarheter finns rörande några avsnitt.)
- 1:12: Tyfors - den hemliga anläggningen

- 2:12: Sandträsk - dödens väntrum

- 3:12: Stockholms underjord

- 4:12: (?)

- 5:12: Det lilla skjulet (?)

- 6:12: Saab-berget - den hemliga verkstaden

- 7:12: Julia Pastrona - likdelar och mumier i Linköping (?)

- 8:12: Kungliga Biblioteket - den underjordiska lägenheten

- 9:12: Dykning i Tuna-Hästbergs gruva

- 10:12: Storkyrkan, Stockholm

- 11:12: Naturhistoriska riksmuseet

- 12:12: Sländan - det vattenfyllda bergrummet utanför Avesta

### Säsong 3
- 1:10: Den hemliga TV-studion och undergångstablån, sändes 28 september 2015.

Rykten säger att Sveriges Television har haft en hemlig TV-studio i ett stort berg. Melker Becker besöker platsen som skulle sända de sista programmen om Sverige kom i krig. 
- 2:10: Katrineholms gömda tidskapsel, sändes 5 oktober 2015.

En liten bit utanför Katrineholm finns en mycket märklig anläggning. Idag är ingången täckt med jord och förseglad med stora stenblock. Melker Becker får tillstånd att öppna upp anläggningen och kliva in i ett fruset ögonblick i tiden. 
- 3:10: Sveriges hemligaste källare, sändes 12 oktober 2015.

I disponentvillans källare döljer sig en stor hemlighet. Via en rostig spiraltrappa tar sig Melker Becker ner till en plats som haft enorm betydelse för Svensk industrihistoria. Välkommen ner i Karlskogas hjärta. 
- 4:10: Det underjordiska sjukhuset på Södersjukhuset, sändes 19 oktober 2015.

Det finns många skrönor om sjukhus i berg. Men alltför ofta är det just bara myter. Men den här gången har Melker Becker hittat ett underjordiskt sjukhus mitt i Stockholm. Följ med ner i katastrofsjukhuset under Södersjukhuset. 
- 5:10: Bergakungens okända sal, sändes 26 oktober 2015.

Längs landets järnvägar ligger massor av mystiska anläggningar. Vissa används än idag men allt fler är övergivna. Följ Melker Becker ner i underjorden via ett gigantiskt betongschakt och upplev ett av Sveriges märkligaste byggnadsverk. 
- 6:10: De svenska krigskyrkogårdarna, sändes 2 november 2015.

Vid en första anblick ser det ut som vilket vanligt fält som helst. Men rekreationsområdet där folk joggar och rastar sina hundar döljer en hemlighet. Melker Becker gräver i historien och upptäcker ett av landets alla förberedda krigsgravfält. 
- 7:10: Vilka hemligheter kan man själv hitta runt knuten?, sändes 9 november 2015.

I den här episoden av Svenska hemligheter provar Melker Becker att utforska sin närmiljö. Det visar sig snabbt att det både går att hitta svensk historia och världshistoria bara runt knuten. Följ också med ner i det vattenfyllda bergrummet där tiden stått still. 
- 8:10: Underjordisk konst, sändes 16 november 2015.

Melker Becker berättar om ett unikt kulturarv i tunnelbanan och hur allt började. För över tio år sedan gjorde Melker Becker ett reportage han ångrar av många anledningar. Men det gjorde att han fick upp ögonen för hemligheterna som finns i vardagen. Melker tar en retrospektiv koll på hur allt började och hur äventyret kunde ha slutat redan där. 
- 9:10: Svea rikes skattkammare, sändes 23 november 2015.

Sala silvergruvas djupa mysterium. Sala silvergruva kallades en gång i tiden Svea rikes skattkammare. Hela underjorden är genomborrad av gångar och i det här programmet träffar Melker Becker Björn Carlander eller Gruvtroll som han också kallas. Tillsammans tar de sig långt ner i gruvan utanför alla besöksstigar för att skriva om historien en aning. 
- 10:10: Framtidens Vasaskepp, det plomberade bergrummet, sändes 30 november 2015.

Runt om i Sverige finns resterna av kalla kriget. De flesta av bergrummen är plomberade och utrensade. Men allt är inte vad det ser ut att vara. Med unikt material från anonyma urbana utforskare visar Melker Becker något som var menat att allmänheten aldrig skulle få se. 

### Säsong 4
- Avsnitt 1: Fängelset, sändes 14 april 2020.

Följ med på en unik resa innanför murarna på det som en gång var Sveriges hårdaste anstalt - Norrköpings fängelse. 